# Мекіа Кокс
Мекіа Кокс (англ. Mekia Cox; нар.. 18 листопада 1981) — американська акторка і танцюристка. Найвідоміша роль — Саша в серіалі «90210: Нове покоління». Танцюристка трупи Майкла Джексона для туру «Майкл Джексон: Ось і все». У 2010 році знялася у шпигунській драмі Джефрі Джейкоба Абрамса «Під прикриттям».
Має великий досвід роботи на телебаченні — знімалася в програмах Universal Studios та Nickelodeon. Продовжує працювати у багатьох танцювальних школах Америки та бере участь у постановці мюзиклів, як, наприклад, «Слава».

## Біографія та початок кар'єри
Мекіа Кокс, уродженка острова Санта-Крус, переїхала разом з родиною в Орландо, штат Флорида у семирічному віці, п'ять із яких навчалася танцям у школі US Virgin Islands. 1989 року акторку запросили взяти участь у різдвяному шоу для «Disney's Magic Kingdom». Завдяки тому, що неподалік була студія Universal Studios, дівчинку помітили і запросили брати участь у різних шоу каналу Nickelodeon: «Мій брат і Я», Кенан і Кел та «Все це».
1989 року закінчила школу Dr. Phillips High School, де вивчала виконавче та співоче мистецтво. Здобула ступінь магістра музики у Державному університеті Флориди у 2003 році, отримавши запрошення до їхньої музичної програми. Влітку працювала в театрі Heritage Repertory у Вірджинії, де виконала ролі у постановках Smokey Joe's Cafe та Anything Goes, а також грала в серіалі «Ноа знає краще» каналу Nickelodeon. Також брала участь у постановках «Рента» (роль Мімі Маркес), «Чикаго» (роль Ліз) та «Кабаре» (роль Френчі).
Закінчивши навчання, отримала роль Сари у мюзиклі «Регтайм» у театрі Merry-Go-Round Theater у Нью-Йорку. Наступні два роки гастролювала США з роллю Кармен у мюзиклі «Слава», а також повернулася до ролі Бренди у шоу «Smokey Joe's Café». Потім переїхала до Лос-Анджелеса, де проживає й донині. Любить малювати та вчиться грати на гітарі.

## Кіно та телебачення
Перед тим, як отримати роль у серіалі «Під прикриттям», Мекіа Кокс з'явилася в кількох шоу: «CSI: Місце злочину Нью-Йорк», «Дві половини» та «Школа виживання» (Фейт у 3-му сезоні, 10-му епізоді). Знімалася в серіал «Кістки» та в чотирьох епізодах серіалу «Готель Парадіз» у 2008 році. Крім того, у неї невеликі ролі в мюзиклі «Я поцілувала вампіра» та комедії про кризу середнього віку «Це безглузде кохання», які вийшли в прокат у липні 2011 року.
Кокс стала однією з двох переможниць змагань за право на участь у танцювальному турі «Майкл Джексон: Ось і все», обійшовши 500 претенденток. Також з'явилася і в однойменному документальному фільмі. Вона танцювала з Джексоном під час репетицій номера The Way You Make Me Feel .
Кокс з'явилася в 6 епізодах другого сезону серіалу «90210: Нове покоління» та 4-му епізоді третього сезону, який вийшов в ефір 4 жовтня 2010 року. Її персонажка Саша, якій за 20, починає зустрічатися з головним героєм, школярем Діксоном Вілсоном, не знаючи, що він навчається у школі. Саша — діджейка, з якою Діксон познайомився під час вечірки на яхті, де вона працювала. Коли Саша дізналася правду про Діксона, вона його покинула. Але пізніше знову почала зустрічатися з хлопцем. Через деякий час почуття Діксона згасли, він хотів піти від неї, і тоді Саша прикинулася, що вагітна. У третьому сезоні Саша знову з'являється в житті Діксона, щоб повідомити, що у неї ВІЛ і, можливо, він заразився.
29 жовтня 2009 року акторка з'явилася на «Шоу Еллен Дедженерес», щоб виконати бажання, яке загадала ведуча у свій день народження .
Мекіа Кокс з'явилася у всіх епізодах серіалу «Під прикриттям». Її персонажка Ліззі Грем — сестра головної героїні, яка не підозрює про причетність її сім'ї до ЦРУ. Спочатку Джессіка Паркер Кеннеді мала зіграти цю роль, але акторка вибула з проєкту. Кокс описує свою героїню наступним чином: «Ліззі — добра людина за вдачею, вона дівчина з відкритим серцем, але у неї, як і у всіх є минуле, з яким вона намагається впоратися».
У 2017 році вийшов 7-й сезон американського телесеріалу Якось у казці каналу АВС, де Кокс виконала роль принцеси Тіани.

## Фільмографія
| Рік          |    | Українська назва        | Оригінальна назва                | Роль                   |
| ------------ | -- | ----------------------- | -------------------------------- | ---------------------- |
| 1994         | с  |                         | My Brother and Me                | —                      |
| 2005         | с  | Місце злочину: Нью-Йорк | CSI: NY                          | Кіа Роу                |
| 2005         | с  | Половинка та половинка  | Half & Half                      | Алісія                 |
| 2006         | с  | Школа виживання         | One Tree Hill                    | Фейв                   |
| 2008         | с  | Кості                   | Bones                            | Селеста Катлер         |
| 2009—2010    | с  | 90210: Нове покоління   | 90210                            | Саша                   |
| 2010         | ф  | Я поцілувала вампіра    | I Kissed a Vampire               | Нікі Але               |
| 2010—2012    | с  | Під прикриттям          | Undercovers                      | Ліззі Гілліам          |
| 2011         | с  | Менталіст               | The Mentalist                    | Трейсі Заніга          |
| 2011         | ф  | Це безглузде кохання    | Crazy, Stupid, Love.             | Тіффані                |
| 2012         | ф  | Недитячі танці          | Battlefield America              | Сара Міллер            |
| 2012         | с  | Необхідна жорстокість   | Necessary Roughness              | Зетті Лістон           |
| 2012         | с  | Загальна справа         | Common Law                       | Дестіні                |
| 2012         | с  | Противага               | Leverage                         | Катріна Хардт          |
| 2012—2014    | с  | Кей і Пил               | Key and Peele                    | дівчина / Мішель Обама |
| 2013         | кф |                         | The Exchange                     | Ліза                   |
| 2013         | с  | Місто гангстерів        | Mob City                         | Аня                    |
| 2013—2014    | с  | Майже людина            | Almost Human                     | Ганна                  |
| 2014         | с  |                         | Untitled Jerrod Carmichael Pilot | Максин                 |
| 2014         | с  | Готем                   | Gotham                           | лікарка Леслі Томпкінс |
| 2015         | ф  |                         | After Dark                       | Брі                    |
| 2015         | ф  |                         | The Squeeze                      | Лана                   |
| 2016         | с  | Секрети та брехня       | Secrets & Lies                   | Аманда Ворнер          |
| 2016         | с  | Американська сімейка    | Modern Family                    | Енджі                  |
| 2017—2018    | с  | Якось у казці           | Once upon a time                 | Тіана / Сабіна         |
| 2016—2019    | с  | Медики Чикаго           | Chicago Med                      | Робін Чарльз           |
| 2019—наш час | с  | Новобранець             | The Rookie                       | Ніла Гарпер            |